# La Chapelle-d’Angillon
La Chapelle-d’Angillon ist eine französische Gemeinde mit 610 Einwohnern (1. Januar 2022) in der zentralfranzösischen Landschaft Berry, im Département Cher in der Region Centre-Val de Loire. Der Ort ist Hauptort des gleichnamigen Kanton Aubigny-sur-Nère und Geburtsort des Schriftstellers Henri-Alban Fournier, der unter dem Namen Alain-Fournier mit dem Roman Der große Meaulnes berühmt wurde.

## Lage
Der kleine Ort am Schnittpunkt dreier Landstraßen liegt ca. 190 Kilometer südlich von Paris, in der Nähe von Bourges (32 km) und Vierzon (35 km) an der Petite Sauldre.

## Geschichte

Place des 4 Tilleuls (1918)

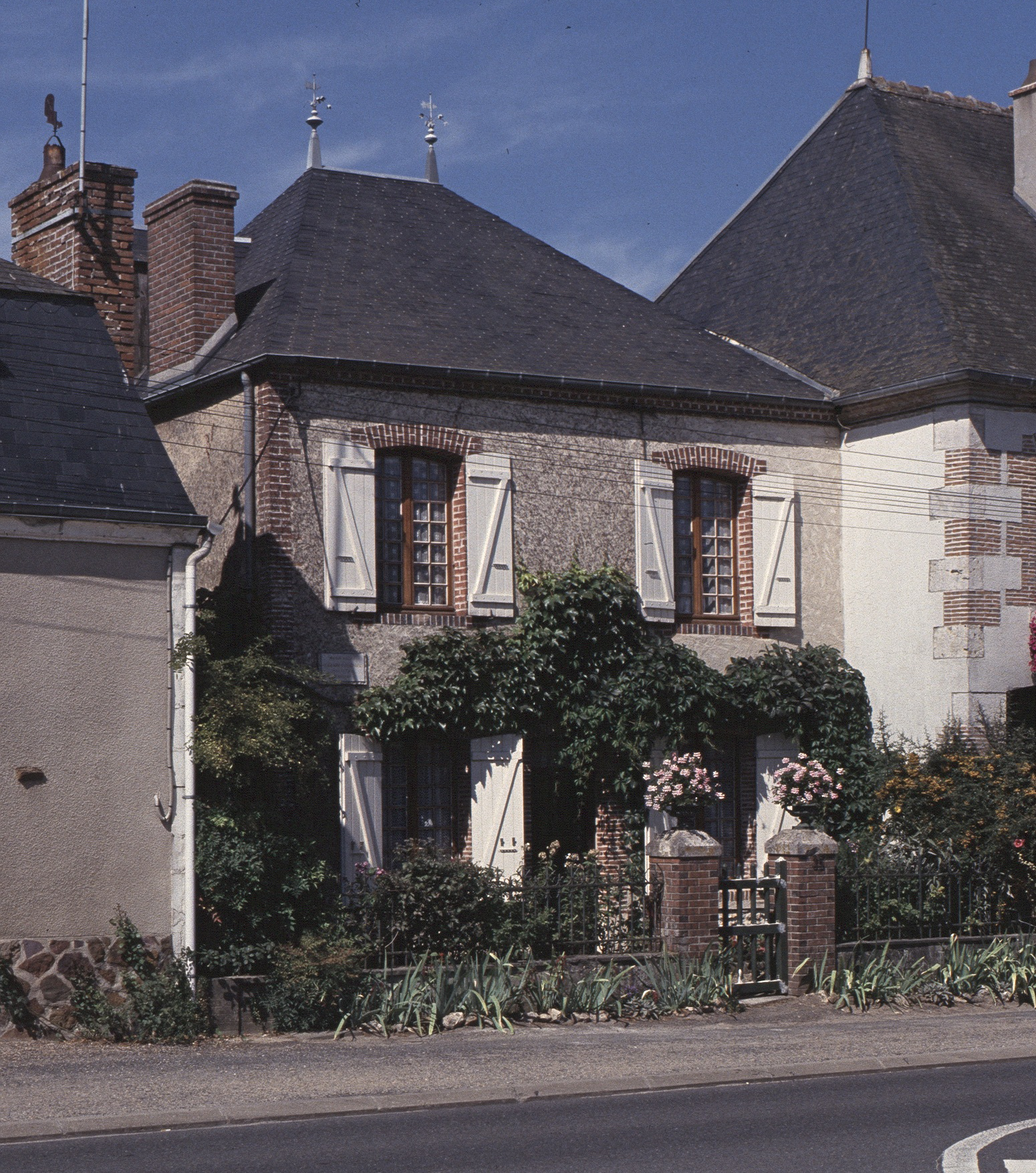
Geburtshaus Alain-Fourniers

Die Anfänge des Ortes gehen auf einen griechischen Eremiten zurück, der sich an der Petite Sauldre niederließ und dort eine Kapelle (fr: chapelle) errichtete. Der als Jacques l’ermite bzw. Jacques de Saxeau bezeichnete Mann starb im Jahr 865 und wurde in seiner Kapelle bestattet. Gläubige begaben sich foran dorthin, um an seinem Grab zu beten.
Mönche der Abtei Saint-Sulpice in Bourges errichteten dort das Priorat Chapelle Saint Jacques, wo sie sich dauerhaft niederließen, um die Pilger zu empfangen. Dies befand sich auf dem Gebiet des Gilon de Sully, einem Nachfahren der Wikinger. Die über die Loire, die Sauldre und die Petite Sauldre gekommenen Wikinger hatten das Gebiet im 10. Jahrhundert in Besitz genommen. Im Juli 1064 schenkte Gilon den entstandenen Weiler La Chapelle den Mönchen mit dem Recht, in den Wäldern Holz für den Bau eines neuen Priorats zu schlagen. Dazu erhielten sie Ländereien und Fischgründe sowie das Recht, Steuern zu erheben. Im selben Jahr begann Gilon am Südrand des Ortes mit dem Bau eines steinernen Wehrturms, der der ganzen Gegend Schutz bieten sollte. Dieser Donjon wurde zur Keimzelle der Burg von La Chapelle (heute: Schloss Béthune). Sie war von einer sechs Meter hohen und zwei Meter dicken Mauer umgeben, die kleine Türme, vier Tore und eine den Fluss überspannende Zugbrücke aufwies. Der Ort selbst wuchs längs des Ufers der Petite Sauldre.
Das der Familie der Sully (auch: Seuly) gehörende Fürstentum Boisbelle war jahrhundertelang unabhängig. 1605 erwarb es der protestantische Maximilian von Béthune, 1766 wurde es an das Königreich Frankreich abgetreten.
Am 3. Oktober 1886 wurde der Schriftsteller Alain-Fournier in La Chapelle-d’Angillon geboren. Die Handlung seines Romans Le Grand Meaulnes ist in der Region angesiedelt. Alain-Fournier kam als französischer Soldat im Ersten Weltkrieg bei Verdun ums Leben.
Im Zuge der Besetzung Frankreichs im Zweiten Weltkrieg wurde der Ort am 18. Juni 1940 von ca. 30 Flugzeugen der deutschen Luftwaffe angegriffen. Die Bomben töteten gegen 19 Uhr auf dem Festplatz, wo sich zahlreiche Flüchtlinge für die Nacht niedergelassen hatten, innerhalb weniger Minuten zahlreiche Menschen. Im Ort selbst wurden etwa 30 Gebäude ganz oder teilweise zerstört. Von den 104 bestatteten Opfern konnten nur 53, darunter fünf Einwohner von La Chapelle-d’Angillon, identifiziert werden.

### Bevölkerungsentwicklung
| Jahr                       | 1962 | 1968 | 1975 | 1982 | 1990 | 1999 | 2006 | 2017 |
| Einwohner                  | 686  | 727  | 744  | 756  | 687  | 667  | 655  | 629  |
| Quellen: Cassini und INSEE |      |      |      |      |      |      |      |      |

## Name
Der Name entstand aus den Komponenten „chapelle“ und „Gilon“ (de Sully). Zunächst nur als (La) Chapelle bezeichnet, wurde der Ort 1205 als Capella Gilonis erwähnt. 1405 hieß er La Chapelle Dam Gilon, woraus sich später der heutige Ortsname entwickelte.

## Sehenswürdigkeiten

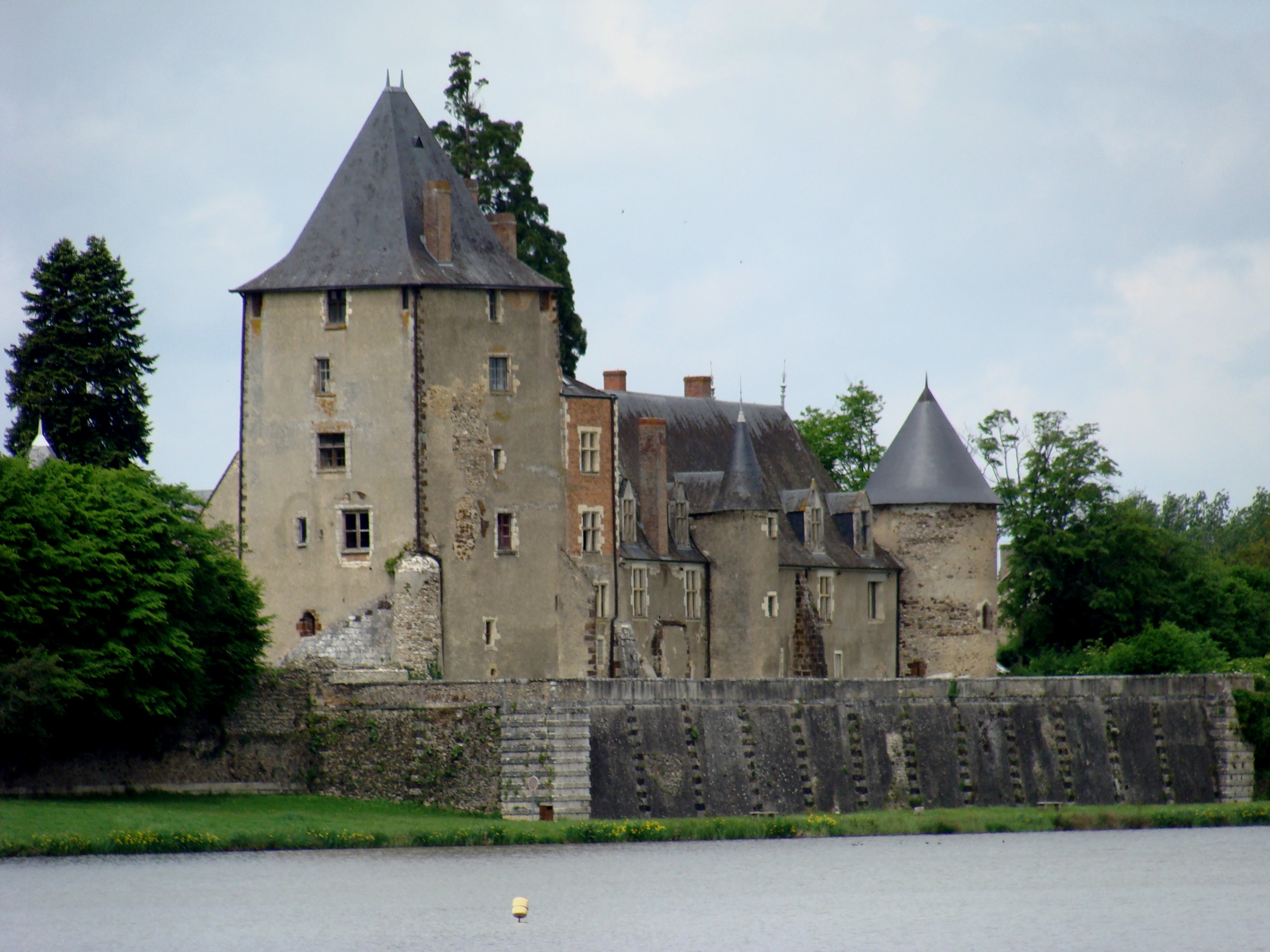
Schloss Béthune

Siehe auch: Liste der Monuments historiques in La Chapelle-d’Angillon
- Schloss Béthune mit Donjon aus dem 11. Jahrhundert (Denkmalschutz seit 1963)
- Geburtshaus Alain-Fourniers
- Alain-Fournier-Museum (Musée Alain-Fournier)
- Musée Frasheri, eine Sammlung albanischer Ausstellungsstücke aus dem 17. bis 19. Jahrhundert
- Kirche Saint-Jacques

## Verkehr
La Chapelle-d’Angillon hatte eine Bahnstation an der Bahnstrecke Sully-sur-Loire–Bourges, die heute stillgelegt ist. Der Ort liegt an der ehemaligen Nationalstraße 140 von Gien nach Bourges, die zur Departementsstraße D 940 herabgestuft wurde.